# Łącznik mechanizmowy
Łącznik mechanizmowy (ang. mechanical switching device) – łącznik zestykowy, w którym położenie styków ruchomych co najmniej jednego z członów łączeniowych są ograniczone przez określony mechanizm.
Można wyróżnić:
- łącznik mechanizmowy o wyzwalaniu ograniczonym (ang. fixed trip mechanical switching device[3])
- łącznik mechanizmowy o wyzwalaniu swobodnym (ang. trip-free mechanical switching device[4])